# Desa Bobos (administrativ by i Indonesien, lat -6,25, long 107,82)
Desa Bobos är en administrativ by i Indonesien.   Den ligger i provinsen Jawa Barat, i den västra delen av landet, 110 km öster om huvudstaden Jakarta.